# 日奉宗頼
日奉 宗頼（ひまつり の むねより、生没年不詳）は、武蔵七党の1つ・西党の党祖。父は藤原道頼あるいは藤原宗頼とされるが、後世の創作であると考えられている。子に日奉宗妙、日奉宗長、日奉宗楯、西宗親がいる。

## 概要
日奉連の祖は、高皇産霊尊の子孫といわれる（ただし、西党の日奉氏の場合は、藤原氏が高皇産霊尊の末裔であること、あるいは『新撰姓氏録』に日奉連の祖は、高皇産霊尊の子孫であるとする記述があることに由来する伝説であり、日奉連独自の伝承が伝わっているわけではない）。
日奉宗頼が武蔵国に定住した過程についてはいくつかの伝説がある。
- 叔父である藤原伊周（この場合宗頼の父は藤原道頼となる）が起こした長徳の変に連座して武蔵国に流罪となったとする伝説。
- 藤原道頼の子ではあれど、長徳の変とは関係なく武蔵国に下向したとする伝説。
- 承平元年（931年）、京より武蔵守として下向し国府（府中）で政務にあたり、任期満了の後も帰郷せずに土着したとする伝説。
- 万寿2年（1025年）に武蔵国多摩牧監に任命されたとする伝説。

宗頼が土着したのは、日野郷の土淵の地であり、近郷の油井の牧、小川の牧を支配した。彼の子孫は、武蔵国府の西側に勢力を拡げたので西党と呼ばれ、平山、小川、立川、由井、小宮、二宮、川口などの姓を称した。平山氏には一ノ谷の戦いで名をはせた平山季重がいる。宗頼は、日野宮神社（東京都日野市栄町）に祀られている。